# USS Alabama (BB-8)
El USS Alabama (BB-8) fue un acorazado tipo pre-dreadnought de la clase Illinois, construido por la Armada de los Estados Unidos. Fue la segunda embarcación de su clase, y la segunda en llevar ese nombre. Su quilla fue colocada en diciembre de 1896 en el astillero de William Cramp & Sons, Filadelfia, y fue botado en mayo de 1898. Fue puesto en servicio con la flota en octubre de 1900. Estaba armado con una batería principal de cuatro cañones de 330 mm y tenía una velocidad máxima de 16 nudos (30 km/h).
Pasó los primeros siete años de su carrera con la flota del Atlántico Norte, realizando entrenamientos en tiempos de paz. En 1904 viajó a Europa y visitó el Mediterráneo. Formó parte del crucero de la Gran Flota Blanca hasta que daños en su maquinaria lo obligaron a abandonar el crucero en San Francisco, California. En cambio, completó una circunnavegación más corta en compañía del acorazado Maine. La embarcación pasó por una modernización extensa de 1909 a 1912, después de la cual fue usada como buque escuela con la flota de la Reserva del Atlántico. Continuó desempeñando este papel durante la Primera Guerra Mundial. Después de la guerra, el Alabama fue eliminado del Registro Naval y fue asignado a pruebas de bombardeo que se realizaron en septiembre de 1921. Fue hundido en estas pruebas por bombarderos del Servicio Aéreo de los Estados Unidos y posteriormente vendido como chatarra en marzo de 1924.

## Diseño
El Alabama tenía una eslora de 114 m, una manga de 22.02 m, y un calado de 7.16 m. Tenía un desplazamiento estándar de 11 565 toneladas largas, y de 12 250 a máxima capacidad. Era impulsado por motores de vapor de triple expansión de dos ejes con una potencia de 16 000 caballos de fuerza (12 000 kW), conectados a dos ejes de hélices. El vapor era generado por ocho calderas de tubos de fuego de carbón, que estaban conectados a dos chimeneas colocadas una a lado de la otra. El sistema de propulsión generaba una velocidad máxima de 16 nudos (30 km/h). Tal como fue construido, tenía dos mástiles militares pesados, pero fueron reemplazados en 1909 por mástiles de celosía. Tenía una tripulación de 536 oficiales y marinos, número que fue incrementado de 690 a 713.
Estaba armado con una batería principal de cuatro cañones calibre 330 mm/35 en dos torretas dobles en la línea central, una en la proa y otra en la popa. La batería secundaria consistía en catorce cañones calibre 152 mm/40 serie 4, que fueron colocados en casamatas individuales en el casco. Cargaba dieciséis cañones de 6 libras para la defensa a corta distancia contra buques torpederos, también montados individualmente en casamatas a lo largo del casco, y seis cañones de 1 libra. Como estándar de los buques capitales de ese periodo, el Alabama contaba con cuatro tubos lanzatorpedos de 457 mm en lanzadores montados en la cubierta.
El cinturón blindado del Alabama era de 419 mm de grosor sobre los pañoles y las salas de máquinas, y de 102 mm en el resto de la embarcación. Las torretas de la batería principal tenían costados de 356 mm de grosor, y las barbetas de apoyo tenían un blindaje de 381 mm en sus costados expuestos. La batería secundaria estaba protegida por un blindaje de 152 mm. La torre de mando tenía costados de 254 mm de grosor.

## Construcción

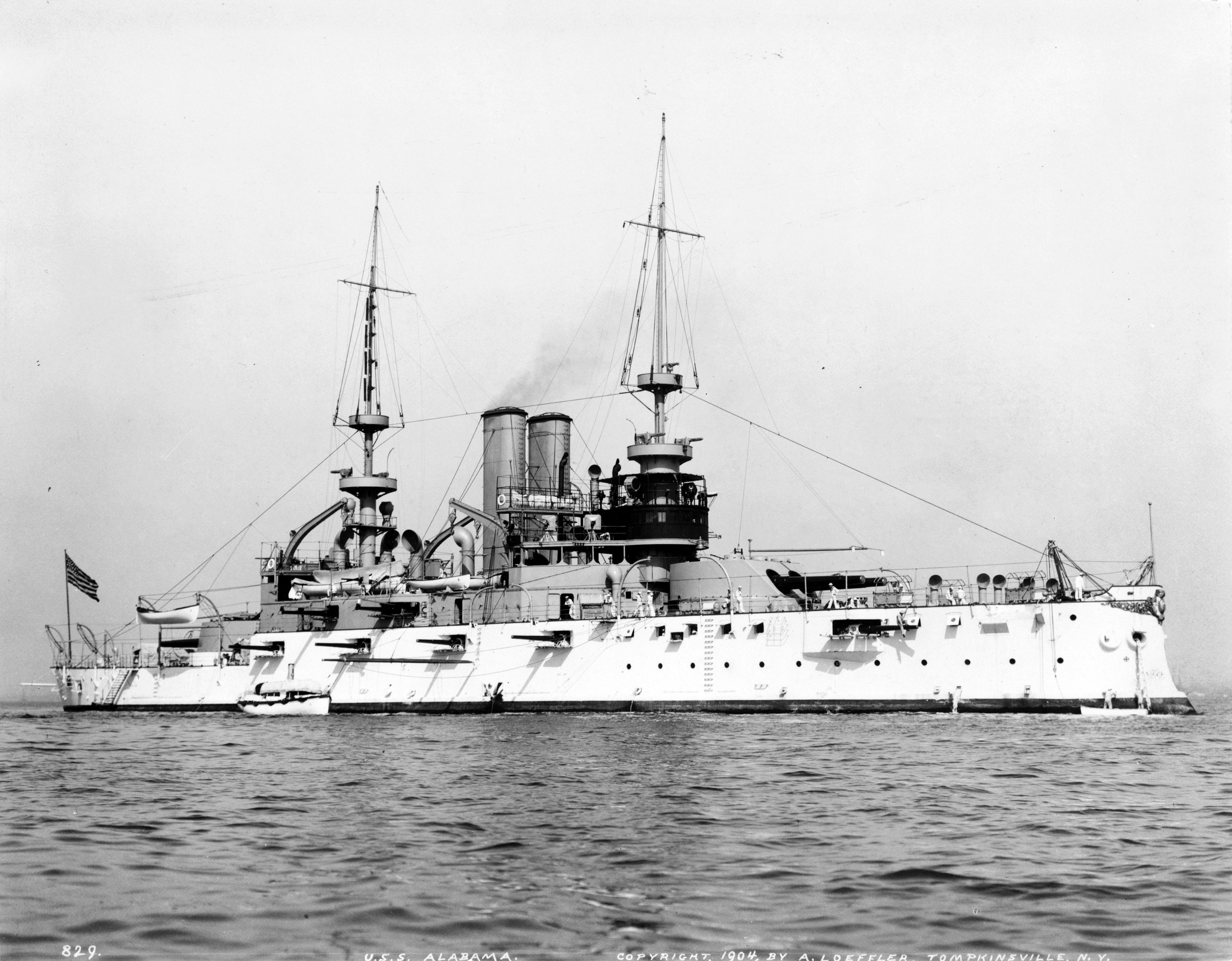
Alabama, 1904

La quilla del Alabama fue colocada el 2 de diciembre de 1896 en el astillero de William Cramp & Sons, en Filadelfia. Fue botado el 18 de mayo de 1898, y puesto en servicio el 16 de octubre de 1900. Fue la primera embarcación de su clase en entrar en servicio. El primer comandante de la embarcación fue el capitán Willard Brownson. El Alabama fue asignado con el Escuadrón del Atlántico Norte, aunque permaneció en Filadelfia hasta el 13 de diciembre, cuando viajó a Nueva York, donde estuvo hasta enero de 1901. El día 27 de ese mes, navegó al sur hacia el Golfo de México, donde se unió al resto del Escuadrón del Atlántico Norte para ejercicios de entrenamiento en Pensacola, Florida.

## Historial de servicio

### 1901-1911
Durante los siguientes seis años, siguió un patrón de entrenamiento con la flota en el Golfo de México y el Caribe durante la temporada de invierno, seguido por reparaciones y luego operaciones en la costa este de los Estados Unidos a mediados de año. La única interrupción fue en 1904, cuando la embarcación, junto con los acorazados Kearsarge, Maine e Iowa, y los cruceros protegidos Olympia, Baltimore y Cleveland hicieron una visita al sur de Europa. Durante su viaje pararon en Lisboa, Portugal, antes de continuar por el Mediterráneo, hasta mediados de agosto. Volvieron a cruzar el Atlántico, deteniéndose en las islas Azores, y arribando a Newport, Rhode Island el 29 de agosto. Hacia finales de septiembre, el Alabama entró a dique seco en el astillero de League Island, Filadelfia, para reparaciones, que fueron completadas a inicios de diciembre. El 31 de julio de 1906, la embarcación se vio involucrada en una colisión con su embarcación hermana, Illinois.
La siguiente operación significativa de la embarcación fue el crucero con la Gran Flota Blanca por todo el mundo, que empezó con una revista naval para el presidente Theodore Roosevelt, en Hampton Roads, Virginia. El crucero fue concebido como una forma de demostrar el poderío militar de los Estados Unidos, particularmente hacia Japón. Las tensiones entre Estados Unidos y Japón habían comenzado a aumentar después de la victoria japonesa en la guerra ruso-japonesa, en 1905. La prensa de ambos países pedía la guerra, y Roosevelt esperaba utilizar la demostración de poderío naval para disuadir cualquier agresión japonesa.
El 17 de diciembre, la flota partió de Hampton Roads y navegó hacia el sur al Caribe, y luego a Sudamérica, haciendo paradas en Puerto España, Río de Janeiro, Punta Arenas y Valparaíso, entre otras ciudades, Después de llegar a México en marzo de 1908, la flota pasó tres semanas llevando a cabo prácticas de artillería. La flota continuó su viaje por la costa estadounidense del Pacífico, deteniéndose en San Francisco, donde el Alabama se separó del resto de la flota. El acorazado no pudo continuar con la flota por la rotura del cabezal de un cilindro, que requirió reparaciones en el astillero de Mare Island, en California. El Maine también abandonó la flota, ya que sus calderas demostraron ser ineficientes y requerían cantidades excesivas de carbón.
Los dos acorazados comenzaron su crucero por el Pacífico de manera independiente el 8 de junio, pasando por Hawái, Guam, y Manila en las Filipinas. En agosto, navegaron al sur hacia Singapur y cruzaron el océano Índico, deteniéndose en Colombo y Ceylon, en Sri Lanka, y Adén, en Yemen. Las embarcaciones navegaron a través del Mediterráneo, deteniéndose solamente en Nápoles, Italia, antes de hacer escala en Gibraltar y luego cruzar el Atlántico a principios de octubre. Se detuvieron en las islas Azores antes de llegar a la costa este de los Estados Unidos, el 19 de octubre; los dos navíos se separaron, con el Alabama navegando a Nueva York, mientras que el Maine partió a Portsmouth, Nuevo Hampshire. Ambos acorazados arribaron a sus destinos un día después. El Alabama fue degradado a la reserva el 3 de noviembre. Se mantuvo en Nueva York, y el 17 de agosto de 1909 fue dado de baja para una revisión importante que duró hasta inicios de 1912.

### 1912-1919

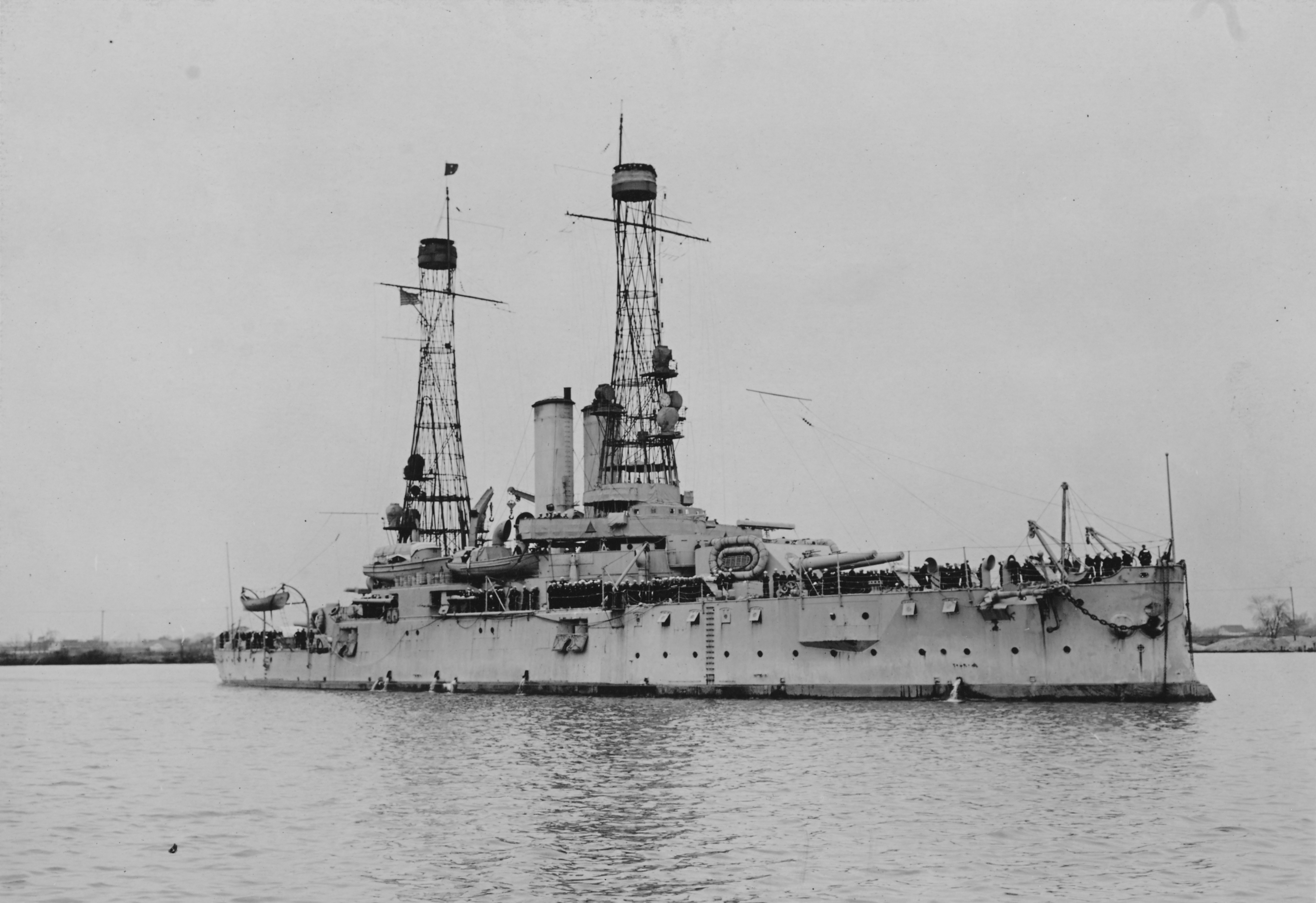
El Alabama en Filadelfia, 1919

El Alabama regresó al servicio el 17 de abril de 1912 con la flota de la Reserva del Atlántico, bajo el mando del capitán Charles Preston. Los navíos de la flota, que incluía otros ocho acorazados y tres cruceros, se mantuvieron en servicio con tripulaciones reducidas que podían reforzarse con milicianos y voluntarios navales en caso de emergencia. Había suficientes oficiales y hombres en la flota de la Reserva para tripular completamente dos o tres embarcaciones, lo que les permitía llevarlos al mar en grupos rotativos para asegurarse que los navíos estuvieran en buenas condiciones. El 25 de julio, el Alabama fue puesto en servicio completo para el servicio con la flota del Atlántico durante ejercicios de entrenamiento de verano, antes de regresar a la reserva el 10 de septiembre. A mediados de 1913, la Armada comenzó a usar a la flota de la Reserva del Atlántico para entrenar unidades de la milicia naval. Operó en la costa este de los Estados Unidos y realizó dos cruceros de entrenamiento a las Bermudas ese mismo verano para el entrenamiento de milicias navales de diferentes estados. Estas operaciones terminaron el 2 de septiembre, y el 31 de octubre fue puesto de nuevo en dique seco.
La embarcación permaneció en un largo período de inactividad en Filadelfia los siguientes tres años. El 22 de enero de 1917, fue convertida en un buque receptor para marineros reclutas. Fue transferida al sur de Chesapeake para comenzar el entrenamiento de los reclutas a mediados de marzo. Poco después, el 6 de abril, Estados Unidos le declaró la guerra a Alemania. Dos días después, el Alabama se convirtió en el buque insignia de la 1.ª División de la Flota del Atlántico, y pasó el resto de la guerra en misiones de entrenamiento en la costa este de los Estados Unidos. Durante ese periodo, realizó un viaje al Golfo de México, de finales de junio a principios de julio de 1918. El 11 de noviembre, Alemania firmó el armisticio que puso fin a la guerra en Europa. El Alabama continuó entrenando reclutas, con un nivel de intensidad reducido. Participó en maniobras con la flota en febrero y marzo de 1919 en las Indias Occidentales, antes de regresar a Filadelfia en abril para reparaciones. Siguió un crucero de entrenamiento para guardamarinas de la Academia Naval de los Estados Unidos; partió de Filadelfia el 28 de mayo con destino a Annapolis, donde arribó al siguiente día. Después de tomar un contingente de 184 guardamarinas, partió el 9 de junio. El crucero se dirigió a las Indias Occidentales y pasó por el Canal de Panamá de ida y vuelta. A mediados de julio, la embarcación navegó por las costas de Nueva Inglaterra. Regresó al sur en agosto para maniobras, y para finales de mes regresó a los guardamarinas a Annapolis, antes de atracar en Filadelfia.

### Pruebas de bombardeo

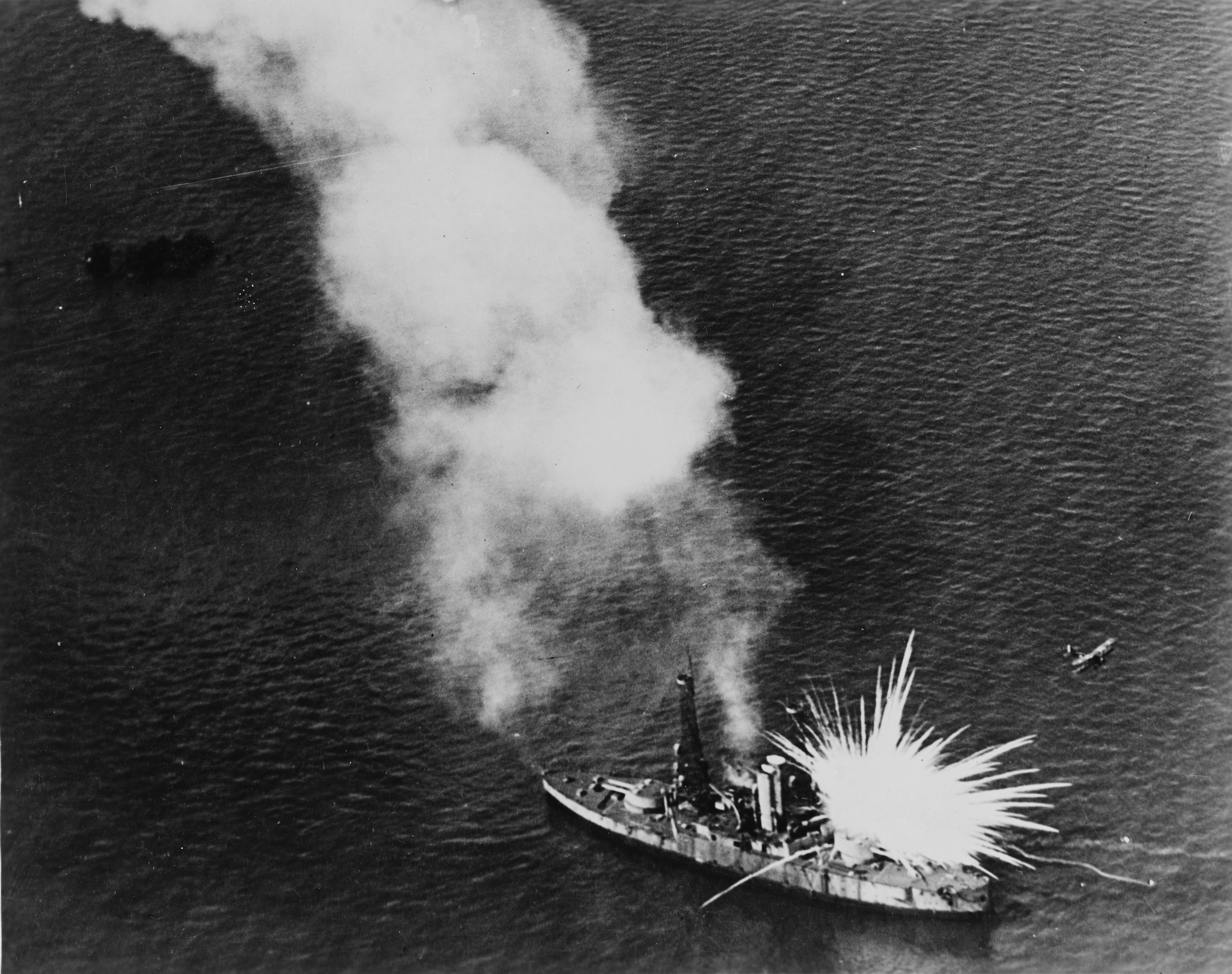
El Alabama impactado por una bomba de fósforo blanco

El Alabama fue dado de baja por última vez el 7 de mayo de 1920, habiendo pasado los últimos 9 meses inactivo en Filadelfia. El navío fue transferido al Departamento de Guerra para ser usado como barco objetivo el 15 de septiembre de 1921 y, fue eliminado del Registro Naval. Fue asignado a pruebas de bombardeo realizadas por el Servicio Aéreo del Ejército de los Estados Unidos el 27 de septiembre de 1921, bajo la supervisión del general Billy Mitchell. Además del Alabama, los antiguos acorazados New Jersey y Virginia iban a ser hundidos en las pruebas. La primera fase de las pruebas comenzó el 23 de septiembre e, incluyó pruebas con bombas químicas, incluido gas lacrimógeno y, fósforo blanco, para demostrar cómo esas armas podían ser utilizadas para deshabilitar los sistemas de control y comando, además de matar al personal expuesto. Esa misma noche, se realizó otra prueba con bombas de demolición de 136 kg, cuyo propósito era determinar si las bengalas podían iluminar lo suficiente un objetivo para un bombardeo preciso. La segunda fase se llevó a cabo el día siguiente y, fue una operación mucho mayor. En las pruebas participó la 1.ª Brigada Provisional del Aire, que iba a simular un escenario de combate. Un grupo de ocho biplanos Royal Aircraft Factory S.E.5, armados con bombas de 11 kg atacaron primero; sus bombas y disparos de ametralladoras estaban destinados a simular el despeje de los artilleros antiaéreos en cubierta como preparación para los bombarderos pesados. Cuatro bombarderos Martin NBS-1 atacaron después, con bombas de 136 kg a una altura de 457 m. Dos de las bombas golpearon la cubierta hacia la proa. Les siguieron tres NBS-1s con bombas perforadoras de blindaje de 499 kg, sin embargo ninguna de ellas impactó.
El 25 de septiembre de 1921, se llevó a cabo la última serie de pruebas. Siete NBS-1s atacaron la embarcación; tres transportaban bombas de 499 kg, mientras que los otros cuatro transportaban una bomba cada uno de 910 kg; una de estas bombas cayó cerca de la embarcación por el lado de babor, el efecto del impacto causó daños considerables y, el Alabama comenzó a escorar a babor. Los bombarderos fallaron con las bombas de 910 kg, seguidas por un impacto directo y dos fallos más con las bombas de 499 kg. La última bomba, de 910 kg, impactó la embarcación en la popa. La explosión rompió las cadenas del ancla, y el navío maltrecho comenzó a derivar hacia los restos del San Marcos y el Indiana, este último hundido en pruebas de bombardeo a principios de ese mismo año. La embarcación permaneció a flote dos días más antes de hundirse por completo en aguas poco profundas, el 27 de septiembre de 1921. El general Mitchell intentó presentar el hundimiento como evidencia del predominio del bombardeo en sus esfuerzos por consolidar una fuerza aérea independiente, aunque la Armada señaló que el navío estaba detenido, sin defensas y, no estaba protegido por el último esquema de blindaje «todo o nada», donde las áreas más importantes de la embarcación tienen un blindaje más grueso, mientras que el resto tiene un blindaje significativamente menor. El naufragio hundido fue vendido como chatarra el 19 de marzo de 1924.